# Le Retable de Tetschen
Le Retable de Tetschen (en allemand : Tetschener Altar ou Das Kreuz im Gebirge) est un tableau du peintre allemand Caspar David Friedrich, réalisé entre 1807 et 1808. Il fait partie de la collection de la Galerie Neue Meister à Dresde en Allemagne.

## Description
Une montagne de rochers, des sapins et la silhouette d'un crucifix se détachent dans le contre-jour d'une aurore éclatante. Le tout est rehaussé d'un cadre doré très symboliquement décoré par le peintre lui-même. Avec ce retable, destiné à une chapelle, Friedrich fait un geste sévèrement contesté à l'époque mais qui fonde aussi sa notoriété : celui de hisser une peinture de paysage sur un autel de prière.